# سارا سفری
سارا سفری کوهنورد ایرانی مقیم ایالات متحده آمریکا و نخستین ایرانی است که بلندترین قله‌های هفت قاره جهان را که به هفت قله یا «قلل هفت‌گانه» شهرت دارند، صعود کرده‌است.
او پروژه ورزشی-اجتماعی و انسان‌دوستانه خود در صعود به هفت قله بلند هفت قاره جهان را از سال ۱۳۹۲ آغاز کرد و با فتح قله اورست در نپال در سال ۱۴۰۱، با موفقیت به پایان رساند. وی با هدف گردآوری کمک‌های مالی برای سازمان‌های فعال در توانمندسازی زنان در سطح دنیا، طی ۹ سال  بیش از ششصد هزار دلار برای این مراکز گردآوری کرده است.

## فعالیت‌های ورزشی
سارا سفری توانسته‌است قله‌های آکونکاگوا (بلندترین قله آمریکای جنوبی)، البروس (بلندترین قله اروپا)، کلیمانجارو (بلندترین قله آفریقا)، پونچاک جایا (بلندترین قله اقیانوسیه)، وینسون (بلندترین قله جنوبگان)، دنالی (بلندترین قله آمریکای شمالی) از پروژه ۷ قله بام قاره‌های زمین را با موفقیت صعود نموده و تنها قله اورست بام آسیا از این پروژه باقی مانده بود که در سال ۲۰۱۵ بر روی این قله نیز ۲ بار تلاش کرد و به علت وقوع زمین‌لرزه ۷٫۹ ریشتری نپال و بروز حادثه و شکستگی دست، از صعود به این قله جاماند. وی سرانجام در بهار ۱۴۰۱، توانست با فتح اورست، پروژه انسان‌دوستانه خود را با موفقیت به پایان رساند.
سارا سفری به عنوان نخستین زن ایرانی موفق به صعود قله آکونکاگوا در آمریکای جنوبی شده‌است. همچنین وی به قله‌های چوآیو (ششمین قله بلند دنیا و یکی از هشت‌هزارمتری‌ها) و رینیر در ایالت واشینگتن نیز صعود کرده و عواید همه این صعودها را به آموزش دختران نپالی اختصاص داده‌است.

## فعالیت‌های خیریه
سارا سفری پس از آشنایی با بنیاد توانمندسازی دختران نپالی که در زمینه حل مشکلات کودکان قربانی بردگی جنسی و قاچاق انسان و کمک به تحصیل و کاهش فقر دختران نپالی فعالیت می‌کند، با هدف کمک به آنان طبق یک برنامه خیرخواهانه به ازای هر فوت از ارتفاع ۲۹٬۰۲۸ فوتی قله اورست (۸٬۸۴۸ متر)، مبلغ یک دلار برای این دختران جمع‌آوری کرد و مجموعاً ۲۹ هزار دلار به‌دست‌آمده از این کوهنوردی را در اختیار دختران نپالی قرار داد. وی در صعود به قله ۲۲٬۸۳۷ فوتی آکونکاگوا (۶٬۹۶۰٫۸ متر) در آرژانتین نیز برای هر فوت یک دلار جمع کرد. او قله کلیمانجارو، بلندترین قله آفریقا در تانزانیا را برای کمک به زنان آفریقایی و کوه وینسون در جنوبگان را برای کمک به زنان ایرانی که قربانی آزار و خشونت‌های جنسی هستند، فتح کرد.
وی اعلام کرده که صعود اورست را برای جمع‌آوری کمک‌های مالی برای سازمان خیریه‌ای انجام داد که اخیراً تأسیس کرده انجام داده‌است.
او این سازمان را با هدف برگزاری کارگاه‌ها و دوره‌های آموزشی برای زنان راه‌اندازی کرده‌است تا بتوانند ضمن کسب مهارت‌های بیشتر، شغل مناسبی پیدا کنند و زندگی بهتری داشته باشند.
سارا سفری با تأکید بر اینکه همه کمک‌های مالی گردآوری‌شده را به سازمان‌های توانمندسازی زنان اهدا کرده‌است، می‌گوید که برای صعود به این قله‌ها، حامیان مالی جداگانه‌ای دارد و از کمک‌های اهدایی مردم برای تأمین هزینه‌های سفرهای خود استفاده نکرده‌است.
سارا سفری به همراه جفری کاتلر در کتاب Follow My Footsteps داستان صعود به اورست را روایت کرده و عواید حاصل از فروش کتاب را برای کمک به کودکان نپالی اختصاص داده‌است. این کتاب با عنوان به دنبال رد پا به فارسی ترجمه شده‌است.